# Lasiopalpus flavitarsis
Lasiopalpus flavitarsis là một loài ruồi trong họ Tachinidae.